# Stefania Zanoletti
Stefania Zanoletti (Desenzano del Garda, 4 marzo 1990) è una calciatrice italiana, difensore del Brescia.
In oltre dieci anni di attività agonistica, il suo personale palmarès annovera la conquista di due scudetti, due Coppa Italia di calcio femminile e una Supercoppa italiana di calcio femminile.

## Biografia
Stefania Zanoletti cresce con i genitori a Ghedi appassionandosi fin dalla tenerissima età dal calcio che alterna a quella della lettura e della scrittura. Dopo aver frequentato il Liceo scientifico si iscrive alla Facoltà di Lettere dell'Università degli Studi di Verona dove ottiene la laurea nel 2013. Dal 2012 collabora con il quotidiano Bresciaoggi seguendo i tornei di calcio dilettantistico maschile fino alla Seconda Categoria e commentando le partite sulle pagine dello sport locale.. Prende la Magistrale nel 2016 e avvia il suo percorso di docente in Lettere, Storia e Geografia, dividendo la sua vita da diversi anni tra il campo e la cattedra.

## Carriera

### Club

#### Giovanili
Nel 1998 decide di tesserarsi con l'Unione Sportiva Oratorio Ghedi, dove inizia a giocare con i maschietti dall'età di 8 anni. Con l'USO Ghedi rimane cinque stagioni inserita nella squadra del Settore Giovanile Maschi ottenendo anche una deroga dopo aver raggiunto i limiti d'età per le formazioni miste.
Nel 2003 le si apre la carriera nel mondo del calcio femminile, settore che per sua stessa ammissione non conosceva esistesse. Dopo aver letto di lei su un articolo giornalistico, il Bardolino Verona 83, alla ricerca di nuovi talenti per puntare alla conquista del torneo conquistato all'esordio nel 1999-2000, la contatta offrendole un posto da titolare nella propria squadra giovanile che partecipa al Campionato Primavera 2003-2004. Stefania Zanoletti decide di accettare la nuova avventura firmando un contratto giocando nel ruolo a lei più congeniale, difensore, che le permette di ambientarsi nell'ambiente solamente femminile e mettersi in luce per la prima squadra.

#### Prima squadra
La stagione successiva è quella d'esordio in Serie A, massimo livello del campionato italiano femminile di calcio e dove la società veneta della provincia di Verona partecipa dal campionato 1997-1998. Seppure non da titolare, con le gialloblu riesce a conquistare, al suo primo anno nella massima serie, lo scudetto al termine della stagione 2004-2005, primo titolo per la società oltre che per la giocatrice lombarda.
Nell'estate 2005 viene contattata dall'Atalanta, neopromossa in Serie A, che opera nel calciomercato femminile per assicurarsi nuovi acquisti da inserire in rosa per integrare quella della promozione dall'A2, l'allora secondo livello del calcio femminile italiano, al fine di garantirsi la salvezza. Zanoletti accetta il posto da titolare offertole dalla società di Almenno San Salvatore, in provincia di Bergamo, e vestendo la maglia nerazzurra per due stagioni consecutive, il 2005-2006 e 2006-2007, nella prima giunta undicesima che le valeva la retrocessione, scongiurata dalla rinuncia del Monti del Matese alla stagione successiva, e la seconda che con l'ottavo posto si garantiva la Serie A anche per la successiva. Al termine della seconda stagione decide di lasciare la società dopo 38 partite.
Nel successivo calciomercato estivo viene contattata dalla dirigenza del Brescia che, al termine della stagione 2006-2007 ha appena conquistato la promozione dalla Serie B, l'allora terzo livello del campionato. Nuovamente motivata dall'intenzione della società con sede a Capriolo, nel bresciano, di comporre un organico in grado di scalare velocemente la classifica della Serie A2, Zanoletti inizia un sodalizio che la porterà a vestire la divisa delle "rondinelle" conquistando, dopo una prima stagione giunta terza, la Serie A al secondo tentativo, al termine del campionato 2008-2009, la Coppa Italia nella stagione 2011-2012 benché un grave infortunio, rottura del legamento crociato del ginocchio destro, la tenga sei mesi lontana dal terreno di gioco, e il suo secondo scudetto, primo per la società lombarda, al termine del campionato 2013-2014. La stagione successiva la vede ancora in rosa con il Brescia, tuttavia viene impiegata raramente, scendendo in campo solo in 5 occasioni, 2 partendo da titolare, maturando la volontà di lasciare la squadra a fine campionato. Zanoletti si congeda dal Brescia con un tabellino personale di 103 presenze e 3 reti realizzate in campionato, di due scudetti ed una Coppa Italia.
Durante il calciomercato estivo 2015 trova un accordo con il Mozzanica per la stagione entrante. Con la società dell'omonimo comune del bergamasco rimane solo una stagione, contribuendo a rimanere costantemente nella parte alta della classifica, congedandosi a fine campionato con un tabellino personale di 19 presenze.
Nell'agosto 2016 la Reggiana annuncia di aver trovato un accordo con Zanoletti per la stagione 2016-2017. Condivide con le compagne il percorso della squadra che iscritta come Reggiana, durante il campionato muta la denominazione in Sassuolo dopo l'acquisizione da parte del club in neroverde diventandone la sua sezione femminile, e che alla sua fine conquista il primo posto nel girone e la conseguente promozione in Serie A. Nella stagione entrante condivide con la squadra il percorso che la vede navigare nella parte bassa della classifica per tutto il campionato, terminato al nono posto e dove il Sassuolo è costretto a giocarsi la salvezza ai play-out, nell'incontro del 27 maggio 2018 vinto per 3-0 con la Roma CF. Zanoletti si congeda dalla società al termine della stagione con 19 presenze in campionato più quella nei play-out, alle quali si sommano le 24 con una rete siglata in quella precedente.
Durante il calciomercato estivo 2018 si trasferisce al ChievoVerona Valpo condividendo la scelta con la compagna in neroverde Stefania Tarenzi.
Nell'estate 2019, dopo la mancata iscrizione del ChievoVerona Valpo alla Serie A 2019-2020 in seguito al termine della collaborazione con il Chievo maschile, rimane nelle vicinanze, accordandosi con il Verona, rimanendo in massima serie.
Nel luglio 2020 cambia squadra per la terza stagione di fila, rimanendo di nuovo nel Veronese, approdando al rinnovato ChievoVerona FM (ex Fortitudo Mozzecane). Ha giocato tre stagioni in serie B, molto diverse tra di loro: nella prima la squadra ha lottato per evitare la retrocessione; durante la seconda stagione, invece, la squadra ha viaggiato tra le prime posizioni di classifica per terminare l'anno al quarto posto; nella terza stagione, da capitano, la squadra è arrivata sesta in classifica. A fine stagione saluta il ChievoVerona FM per approdare di nuovo al Brescia.

### Nazionale
Sebbene convocata sia nelle giovanili che, nel 2010, nella nazionale maggiore, non è mai riuscita a disputare alcuna partita causa infortuni.

## Statistiche

### Presenze e reti nei club
Statistiche (parziali) aggiornate al 19 maggio 2024.
| Stagione        | Squadra            | Campionato      | Campionato | Campionato | Coppe nazionali | Coppe nazionali | Coppe nazionali | Coppe internazionali | Coppe internazionali | Coppe internazionali | Altre coppe | Altre coppe | Altre coppe | Totale | Totale |
| Stagione        | Squadra            | Comp            | Pres       | Reti       | Comp            | Pres            | Reti            | Comp                 | Pres                 | Reti                 | Comp        | Pres        | Reti        | Pres   | Reti   |
| --------------- | ------------------ | --------------- | ---------- | ---------- | --------------- | --------------- | --------------- | -------------------- | -------------------- | -------------------- | ----------- | ----------- | ----------- | ------ | ------ |
| 2004-2005       | Bardolino Verona   | A               | ?          | ?          | CI              | ?               | ?               |                      | -                    | -                    |             | -           | -           | ?      | ?      |
| 2005-2006       | Atalanta           | A               | -          | -          | CI              | ?               | ?               |                      | -                    | -                    |             | -           | -           | ?      | ?      |
| 2006-2007       | Atalanta           | A               | 20         | 0          | CI              | ?               | ?               |                      | -                    | -                    |             | -           | -           | 20+    | 0+     |
| 2007-2008       | Atalanta           | A               | 18         | -0         | CI              | ?               | ?               |                      | -                    | -                    |             | -           | -           | 18+    | 0+     |
| 2008-2009       | Brescia            | A2              | 17         | 2          | CI              | ?               | ?               |                      | -                    | -                    |             | -           | -           | 17+    | 2+     |
| 2009-2010       | Brescia            | A               | 22         | 1          | CI              | ?               | ?               |                      | -                    | -                    |             | -           | -           | 22+    | 1+     |
| 2010-2011       | Brescia            | A               | ?          | ?          | CI              | ?               | ?               |                      | -                    | -                    |             | -           | -           | ?      | ?      |
| 2011-2012       | Brescia            | A               | 17         | 0          | CI              | ?               | ?               |                      | -                    | -                    |             | -           | -           | 17+    | 0+     |
| 2012-2013       | Brescia            | A               | 7          | 0          | CI              | ?               | ?               |                      | -                    | -                    |             | -           | -           | 7+     | 0+     |
| 2013-2014       | Brescia            | A               | 21         | 0          | CI              | 0               | 0               |                      | -                    | -                    |             | -           | -           | 21     | 0      |
| 2014-2015       | Brescia            | A               | 5          | 0          | CI              | 3               | 0               | UWCL                 | -                    | -                    | SI          | -           | -           | 8      | 0      |
| 2015-2016       | Mozzanica          | A               | 19         | 0          | CI              | 5               | 0               |                      | -                    | -                    |             | -           | -           | 24     | 0      |
| 2016-2017       | Reggiana/Sassuolo  | B               | 24         | 0          | CI              | ?               | ?               |                      | -                    | -                    |             | -           | -           | 24     | 0      |
| 2017-2018       | Sassuolo           | A               | 19+1       | 0          | CI              | ?               | ?               |                      | -                    | -                    |             | -           | -           | 20     | 1      |
| 2018-2019       | ChievoVerona Valpo | A               | 13         | 0          | CI              | 1               | 0               |                      | -                    | -                    |             | -           | -           | 14     | 0      |
| 2019-2020       | Verona             | A               | 15         | 1          | CI              | 0               | 0               |                      | -                    | -                    |             | -           | -           | 15     | 1      |
| 2020-2021       | ChievoVerona FM    | B               | 13         | 0          | CI              | 2               | 0               |                      | -                    | -                    |             | -           | -           | 15     | 0      |
| 2021-2022       | ChievoVerona FM    | B               | 25         | 3          | CI              | 2               | 0               |                      | -                    | -                    |             | -           | -           | 27     | 3      |
| 2022-2023       | ChievoVerona FM    | B               | 25         | 2          | CI              | 4               | 0               |                      | -                    | -                    |             | -           | -           | 29     | 2      |
| 2023-2024       | Brescia            | B               | 17         | 2          | CI              | -               | -               |                      | -                    | -                    |             | -           | -           | 17     | 2      |
| Totale Brescia  | Totale Brescia     | Totale Brescia  | +          | +          |                 | +               | +               |                      | -                    | -                    |             | -           | -           | +      | +      |
| Totale carriera | Totale carriera    | Totale carriera | +          | +          |                 | +               | +               |                      | -                    | -                    |             | -           | -           | +      | +      |

## Palmarès

### Club
- Campionato italiano: 2

Bardolino: 2004-2005
Brescia: 2013-2014
- Coppa Italia: 2

Brescia: 2011-2012, 2014-2015
- Supercoppa italiana: 1

Brescia: 2014
- Campionato italiano di Serie B: 1

Reggiana/Sassuolo: 2016-2017